# Weloganita
La weloganita és un mineral de la classe dels carbonats que pertany al grup de la mckelveyïta. Rep el seu nom de Sir William Edmond Logan (1798-1875), primer director del Geological Survey of Canada (1842-1870).

## Característiques
La weloganita és un carbonat de fórmula química Na₂Sr₃Zr(CO₃)₆(H₂O)₃. Va ser aprovada per l'Associació Mineralògica Internacional com a espècie vàlida l'any 1967. Cristal·litza en el sistema triclínic. Els cristalls són pràcticament hexagonals, estrenyent-se, sent les cares dels prismes profundament acanalades i estriades, amb terminacions piramidals. També pot ser massiva. La seva duresa a l'escala de Mohs és 3,5.
Segons la classificació de Nickel-Strunz, la weloganita pertany a «05.CC - Carbonats sense anions addicionals, amb H₂O, amb elements de terres rares (REE)» juntament amb els següents minerals: donnayita-(Y), ewaldita, mckelveyita-(Y), tengerita-(Y), kimuraïta-(Y), lokkaïta-(Y), shomiokita-(Y), calkinsita-(Ce), lantanita-(Ce), lantanita-(La), lantanita-(Nd), adamsita-(Y), decrespignyita-(Y) i galgenbergita-(Ce).

## Formació i jaciments
Es troba en un ampit alcalí, associada a un complex intrusiu gabre-sienita alcalí. Sol trobar-se associada a altres minerals com: calcita, quars i dawsonita. Va ser descoberta l'any 1967 a la pedrera Francon, a Montréal (Quebec, Canadà). Ha estat descrita a altres tres indrets canadencs com la pedrera Poudrette o la pedrera Lafarge Montreal East (ambdues al Quebec), i al complex del llac Eden (Manitoba), així com al complex alcalí de Pilanesberg (Província del Nord-oest, Sud-àfrica).